# La clessidra (programma televisivo)
La clessidra (anche detto La clessidra dei filosofi) è stato un programma televisivo italiano condotto da Gianni Vattimo, in onda su Raitre, per una decina di puntate a cadenza settimanale (con un'interruzione nei mesi estivi), dal 19 aprile al 17 maggio e dal 10 novembre al 15 dicembre 1986.

## Formula
Il programma, ideato da Vattimo e da Sergio Valzania, prodotto dalla sede Rai di Torino (all'epoca era infatti previsto che i programmi del terzo canale Rai fossero per il 60% realizzati dalle filiali locali dell'azienda), andava inizialmente in onda alle 19:35 del sabato ed era costituito da una serie di dibattiti "alla pari" tra il conduttore e altri nomi di spicco della filosofia italiana, su un particolare tema di tale materia. Gli spazi per ciascuna replica erano contingentati a circa 2 minuti e mezzo a testa, scanditi da una clessidra (da cui il nome del programma) posta al centro della scenografia: all'occorrenza era possibile per uno dei filosofi rinunciare a una clessidra in modo tale da beneficiare di uno spazio raddoppiato quando ritenuto opportuno.
Queste furono le puntate realizzate e gli ospiti, in ordine sparso.
- Remo Bodei, La storia senza senso
- Emanuele Severino, In cammino verso il nulla
- Massimo Cacciari, Perché non possiamo non dirci cristiani
- Francesco Barone, Il falso della scienza
- Mario Perniola, Arte e illusione
- Claudio Magris, L'inverosimile leggerezza dell'essere
- Vittorio Mathieu, La giustizia tra morale e politica
- Carlo Sini, Le parole e le cose
- Pier Aldo Rovatti, Soggetto addio
- Italo Mancini, La ragione contro il sacro

Il programma è stato riproposto negli anni seguenti, sia sulla terza rete (in orari diversi), che poi - a seguito della loro istituzione - sui canali tematici Rai dedicati all'istruzione e all'educazione, quale Rai Scuola.

## Giudizio critico
Gianni Vattimo considerò tale programma quale "punto più alto del suo successo pubblico in Italia"; Beniamino Placido su "La Repubblica" lodò l'iniziativa come "coraggiosa e originale", mentre su "L'Unità" Maria Novella Oppo espresse il proprio compiacimento per la "sfida [di mettere] la filosofia come antipasto".
Viceversa il programma fu criticato per l'eccessiva aulicità dei dibattiti, all'insegna dell'uso di un lessico filosofico ricercato e raffinato, potenzialmente incomprensibile - se non contestualizzato - alla maggioranza del pubblico televisivo, tanto più in una fascia oraria di elevato ascolto potenziale (soprattutto dopo che, nella tranche invernale, la trasmissione venne spostata alle 21:30 del lunedì, precedendo Il processo di Aldo Biscardi): lo stesso Beniamino Placido ebbe a criticare la dimenticanza «di raccomandare agli intervistatori di fermarsi ogni tanto, di rivolgersi direttamente al pubblico, di spiegargli [...] qualcuno dei termini difficili (magari giustamente difficili) usati dall'intervistato di turno». Aldo Grasso dal canto suo notò come tutti i dibattiti finissero per trasformarsi «in un discorso molto privato tra Vattimo e il suo ospite-filosofo» e rimproverò al conduttore le frequenti contestazioni autoreferenziali rivolte ai suoi interlocutori («si ricava la spiacevole sensazione che Vattimo abbia sempre qualcosa da affermare») e le reprimende verso i discorsi di questi ultimi, qualora venisse riscontrato un tono eccessivamente divulgativo.

## Ascolti
Secondo i dati Auditel, il programma si mantenne su ascolti alquanto bassi, sotto i 100.000 utenti collegati, pari a circa lo 0,6% di share.